# FC Ordino
Fútbol Club Ordino – klub piłkarski z siedzibą w Ordino, w Andorze.

## Historia
Chronologia nazw:
- 2010—...: FC Ordino

Klub został założony w 2010 roku jako FC Ordino. W 2012 roku debiutował w drugiej lidze. Po zakończeniu sezonu 2012/13 jako beniaminek zajął pierwsze miejsce i zdobył awans do pierwszej ligi.

## Sukcesy

### Trofea międzynarodowe
Nie uczestniczył w rozgrywkach europejskich (stan na 31-05-2013).

### Trofea krajowe
| \| \| Zdobyte trofea w rozgrywkach Andory (stan na: 31-05-2013) \| |                                                           |      |          |
| Rozgrywki                                                          | Osiągnięcie                                               | Razy | Sezon(y) |
| Mistrzostwo                                                        | I miejsce                                                 | 0    |          |
| Mistrzostwo                                                        | II miejsce                                                | 0    |          |
| Mistrzostwo                                                        | III miejsce                                               | 0    |          |
| Puchar                                                             | zdobywca                                                  | 0    |          |
| Puchar                                                             | finalista                                                 | 0    |          |
| Puchar                                                             | 1/4 finału                                                | 1    | 2013     |
| II liga                                                            | I miejsce                                                 | 1    | 2013     |
| II liga                                                            | II miejsce                                                | 0    |          |
| II liga                                                            | III miejsce                                               | 0    |          |
| Andora                                                             | Zdobyte trofea w rozgrywkach Andory (stan na: 31-05-2013) |      |          |

## Stadion
Klub rozgrywa swoje mecze domowe na stadionie DEVK-Arena w Sant Julià de Lòria, który może pomieścić 899 widzów.